# Stewart Brand
Pour les articles homonymes, voir Brand.
Stewart Brand, né le 14 décembre 1938 à Rockford (Illinois), est l'un des auteurs, éditeurs et créateurs du Whole Earth Catalog (qui a inspiré une version française, le Catalogue des ressources) et CoEvolution Quarterly.
Stewart Brand a fondé de nombreuses organisations dont The WELL, l'une des plus anciennes communautés virtuelles, le Global Business Network (en), la Point Foundation, et la Long Now Foundation dont il est coprésident. Il est notamment l'auteur du Whole Earth Discipline: An Ecopragmatist Manifesto (en). Il a animé plusieurs conférences TED.

## Vie personnelle
Stewart Brand suit sa scolarité à la célèbre Phillips Exeter Academy avant d’obtenir un diplôme de biologie en 1960 à l'université Stanford. En 1962, il étudie le design au San Francisco Art Institute, la photographie au San Francisco State College, et participe à une importante étude scientifique sur le LSD à Menlo Park (Californie). Son passage dans l’armée américaine en tant que parachutiste lui fait dire plus tard que se trouve là la source de son goût pour les organisations.
Stewart Brand a toujours vécu en Californie. Marié avec Lois Jennings, une mathématicienne d’origine amérindienne (d’où son appétence pour cette culture), il vit désormais avec Ryan Phelan sur le Mirene, une péniche longue de 20 m, construite en 1912, amarrée dans un ancien chantier naval à Sausalito (Californie). Il travaille sur le Mary Heartline, un bateau de pêche d’environ 91 m de long.

## Une fascination pour l'image de la Terre vue de l'espace

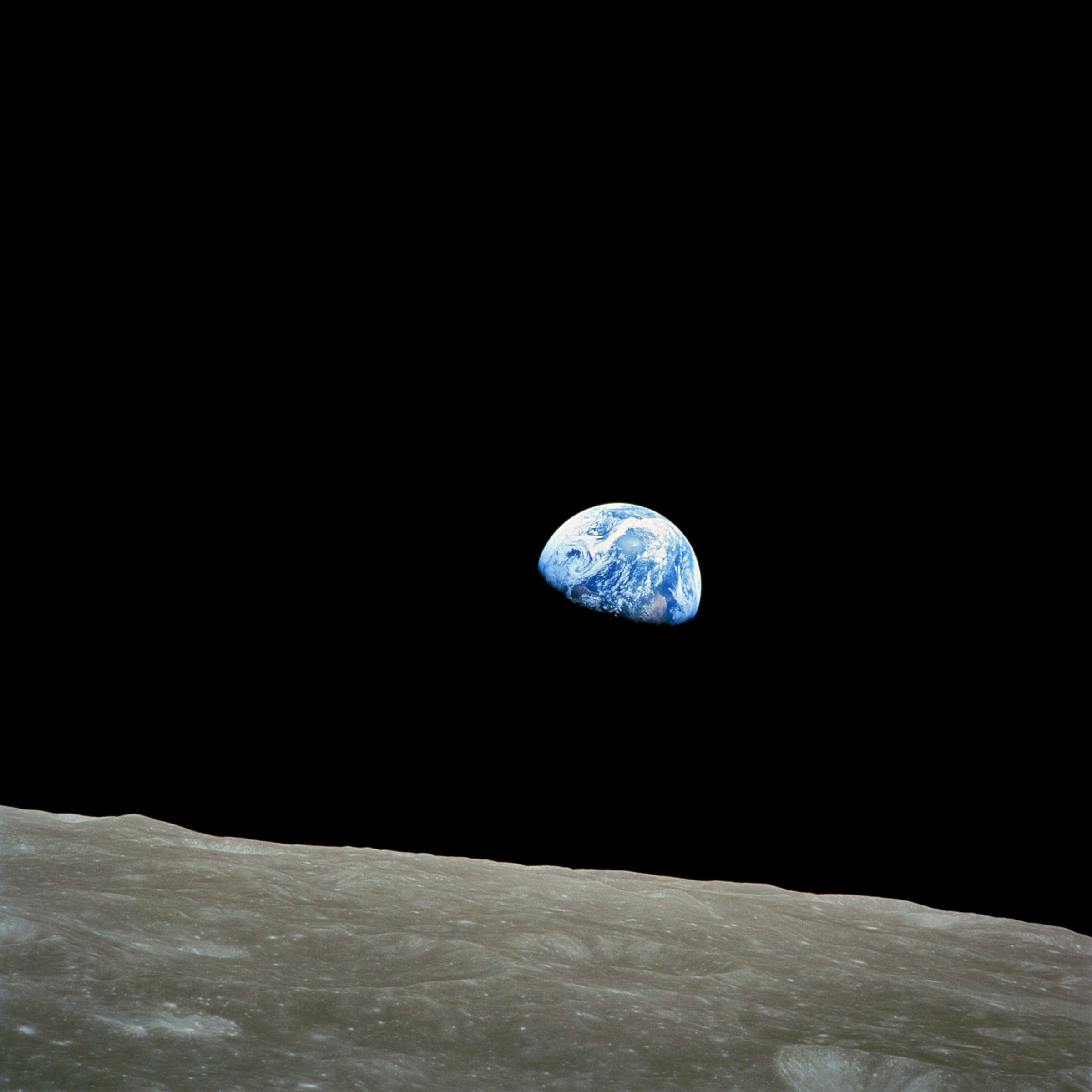
Earth from space, de William Anders, Apollo 8, 1968

En 1966, Stewart Brand lance un appel à la NASA afin d’obtenir une image de la Terre vue de l’espace. Devant le silence des autorités, il se met à distribuer des badges à 25 cents demandant « Why haven’t we seen a photograph of the whole Earth yet ? » (« Pourquoi n’avons-nous toujours pas vu une photo de la Terre entière ? »). En 1967, il trouve une photo prise par un satellite et la place en couverture de la première édition du Whole Earth Catalog dont il est l'éditeur. L'année suivante, la couverture du Whole Earth Catalog arbore une photo prise depuis l’orbite de la Lune par un astronaute de la NASA. Lors d’une interview en 2003, Brand explique que l’image « donn[e] un sens au fait que la Terre est une île, entourée par un grand espace inhospitalier. Et c’est tellement graphique, cette petite icône bleue, blanche, verte et brune semblable à un bijou parmi un vide noir et monotone ». Pendant cette campagne, Stewart Brand fait la rencontre de Richard Buckminster Fuller, qui lui offre son aide pour ses projets.

## Principaux travaux

### The Whole Earth Catalog
Dans les années 1960 et 1970, environ 10 millions d’Américains vivent dans des communes, en marge de la société traditionnelle, à l'image de la communauté hippie. C'est le public choisi par Stewart Brand et ses collègues quand ils publient en 1968, avec des outils simples de composition et de mise en page, le Whole Earth Catalog, un livre dont le sous-titre est évocateur : Accès aux outils. Stewart Brand et sa femme Lois voyagent d'une commune à une autre dans un camion Dodge de 1963, aussi appelé The Whole Earth Truck Store. Ils ouvrent un kiosque à Menlo Park en Californie. Le premier catalogue, ainsi que ceux qui suivent, répertorient tous les outils jugés « utiles » en communauté : livres, cartes, outils de jardinage, vêtements spécialisés, outils de charpenterie et de maçonnerie, matériel de sylviculture, tentes, équipement de soudure, revues professionnelles, premiers synthétiseurs et ordinateurs. Des professionnels de chaque domaine spécifique publient des articles réguliers. Leurs articles servent aussi à savoir où les outils répertoriés peuvent être trouvés ou achetés. La publication du Whole Earth Catalog coïncide avec la montée en puissance de l’expérimentation sociale et culturelle, briseuse de conventions, et la culture du « Do It Yourself » avec la « contreculture ».
L’influence des catalogues sur le mouvement hippie des années 1970 et sur les mouvements communautaires se répand à travers les États-Unis, le Canada et l’Australie. L’édition de 1972 se vend à 1,5 million d’exemplaires et remporte le premier National Book Award américain dans la catégorie « Affaires contemporaines ».

### TheCoEvolution Quarterly
Afin de continuer son travail et de publier des articles de fond sur des sujets précis dans les domaines des sciences naturelles, des inventions, des arts, des sciences sociales et de la scène contemporaine en général, Brand fonde en 1974 le CoEvolution Quarterly (CQ), dont le but est d’informer tout d’abord les non-spécialistes. Le contenu du CoEvolution Quarterly inclut souvent des sujets futuristes ou osés. En plus d’offrir une chaire à des écrivains inconnus, Brand publie également des articles de penseurs et d’auteurs reconnus, comme Lewis Mumford, Howard T. Odum, Witold Rybczynski, Karl Hess, Christopher Swan, Orville Schell, Ivan Illich, Wendell Berry, Ursula K. Le Guin, Gregory Bateson, Amory Lovins, Hazel Henderson, Gary Snyder, Lynn Margulis, Eric Drexler, Gerard K. O'Neill, Peter Calthorpe, Sim Van der Ryn, Paul Hawken, John Todd, J. T. Baldwin, Kevin Kelly (futur éditeur de Wired), et Donella Meadows. Pendant les années qui suivent, Brand écrit et publie de nombreux livres sur des sujets aussi divers que l’histoire des immeubles ou les colonies de l’espace.
Il fonde aussi le Whole Earth Software Review, un supplément au Whole Earth Software Catalog en 1984 ; celui-ci fusionne avec le CoEvolution Quarterly pour former le Whole Earth Review en 1985.

### The WELL
En 1985, Stewart Brand et Larry Brilliant fondent le WELL (Whole Earth ‘Lectronic Link), une communauté virtuelle qui se regroupe autour d’un fournisseur d’accès à Internet. Le WELL gagne la récompense de la Meilleure publication en ligne en 1990 offerte par la Computer Press Association. Il s’agit d’une des communautés les plus anciennes encore existantes. Les idées véhiculées autour du concept du WELL sont très inspirées par le travail de l'ingénieur Douglas Engelbart au SRI International.
Stewart Brand est reconnu en 1968 par Douglas Engelbart lors de la conférence The Mother of All Demos (littéralement « La mère de toutes les démos ») à San Francisco, dans laquelle des technologies informatiques révolutionnaires telles que la souris, l'hypertexte ou la vidéoconférence sont présentées.

### The Global Business Network
À partir de 1986, Stewart Brand devient un scientifique de passage au MIT Media Lab et organise des conférences privées pour différentes entreprises : Royal Dutch/Shell, Volvo, AT&T Corporation… En 1988, il cofonde le Global Business Network, qui a pour but d’explorer les futures stratégies commerciales du monde, portées par des valeurs et des données que Brand a toujours jugé vitales.
Le Global Business Network a été impliqué dans l’évolution et la mise en pratique de plans et d’outils stratégiques complémentaires. Par ailleurs, Brand a fait partie du conseil d’administration de l’Institut de Santa Fe, une institution fondée en 1884 dont l’objectif est « d’encourager une communauté de recherches scientifiques pluridisciplinaires suivant les frontières de la science ».

### TheWhole Earth Discipline
Le Whole Earth Catalog suppose une image idéale du progrès humain reposant sur un développement technologique décentralisé, personnel et émancipateur, aussi appelé « soft technology ». En 2005, Brand critique cependant certains aspects de l’idéologie environnementale internationale qu’il avait lui-même aidé à développer dans un article appelé  « Environmental Issues » (« les Problèmes écologiques ») , publié en mai dans la Technology Review du MIT. Dans cet article, il explique ce qu’il considère indispensable pour changer le principe de l’écologie : parmi d’autres choses, il propose que les écologistes considèrent les idées du nucléaire et des OGM comme des technologies apportant plus d’espoirs que de risques.
En 2009, Brand a développé ces mêmes idées dans un ouvrage intitulé  Whole Earth Discipline: An Ecopragmatist Manifesto  ; le livre explore comment l’urbanisation, l’énergie nucléaire, le génie génétique, la géo-ingénierie et le retour à la vie sauvage peuvent être utilisés comme des outils efficaces dans la lutte contre le réchauffement climatique.

### The Long Now Foundation
Stewart Brand est le coprésident du Conseil d’administration de la Long Now Fondation. Cette fondation, créée en 1996 et établie à San Francisco cherche à devenir la base d’une organisation culturelle à long terme. Son objectif est de fournir le contrepoint d’une mentalité actuelle rapide et pauvre, en promouvant une pensée plus lente, mais de meilleure qualité.
Par ailleurs, il préside la fondation SALT (Seminars About Long-Term Thinking). Cette notion de la pensée à long terme est représentée par un large éventail de personnes telles que des auteurs de science-fiction, des musiciens, des entrepreneurs, des journalistes, des informaticiens… comme Brian Eno, Neal Stephenson, Vernor Vinge, Philip Rosedale, Jimmy Wales, Kevin Kelly, Clay Shirky, Ray Kurzweil, Bruce Sterling, Cory Doctorow et beaucoup d’autres.

### How Buildings Learn
En 1995, Stewart Brand publie le livre How Buildings Learn: What Happens after They're Built.
Alors que les bâtiments sont souvent étudiés par rapport à des critères spatiaux et rarement temporels, How buildings learn défend l'idée qu'un bâtiment s'adapte mieux lorsqu'il est sans cesse  amélioré et refaçonné par ses occupants. L'ouvrage traite de l'évolution des bâtiments, de la manière dont ils s'adaptent aux besoins des usagers au fil du temps.
Ce livre a donné lieu à une série télévisée en 6 épisodes diffusée en 1997 à la BBC.

### Revive & Restore
Revive & Restore a été cofondée en 2012 par Stewart Brand et Ryan Phelan, avec l'idée d'apporter des solutions biotechnologiques au domaine de la conservation. Les fondateurs reconnaissaient alors que les efforts de conservation traditionnels n'étaient pas suffisants pour sauver certaines des espèces les plus menacées au monde et que de nouvelles technologies étaient nécessaires. Le groupe s'est développé en incubation via la Long Now Foundation jusqu'en 2017, date à laquelle il est devenu une organisation indépendante 501(c)(3).